# Coendou rothschildi
Espèce
Statut de conservation UICN

 LC  : Préoccupation mineure
Coendou rothschildi est une espèce de rongeurs de la famille des Erethizontidae. Cette dernière rassemble les porcs-épics du continent américain. C'est un mammifère terrestre, endémique de Panama assez mal connu, qui vit dans les forêts situées à moins de 1 000 m d'altitude. Mal connu, on sait seulement qu'il est nocturne et arboricole. En effet, durant la journée, il dort dans des lianes entremêlées au sommet des arbres, et durant la nuit se nourrit de feuillage et de fruits.
Cette espèce a été décrite pour la première fois en 1902 par le zoologiste britannique Michael Rogers Oldfield Thomas (1858-1929). 